# ماهی آزاد دریای سیاه
ماهی آزاد دریای سیاه (نام علمی: Salmo labrax) یک گونه نسبتاً کوچک از ماهی آزاد است که در حدود ۲۰ اینچ (۵۱۰ میلیمتر) است. به‌طور متوسط دراز است و به ندرت به بیش از ۳۰ اینچ (۷۶۰ میلیمتر) می‌رسد. در سواحل شمال دریای سیاه و رودخانه‌های جاری ساکن است. جمعیت رودخانه‌های آندروم، دریاچه‌ای و ساکن وجود دارد. این ماهی از بستگان نزدیک قزل‌آلای خال‌سرخ است. در حالی که این تنها گونه بومی سالمو موجود در حوضه شمالی دریای سیاه است، ممکن است با ماهی قزل‌آلای قهوه‌ای (معرفی‌شده) در رودخانه‌های اصلی دورگه شود. جمعیت رودخانه‌های ساکن در حال حاضر اندک هستند، اما ذخایر رودخانه‌های ساکن خوب هستند.